# Марс (мифология)
Марс (лат. Mārs < др.-лат. Māvors, старый вокатив Mārmār; также лат. Mārspiter или раздельно Mārs pater «Марс-отец»; на языке сабинов Māmers) — один из древнейших богов Италии и Рима, входил в триаду богов, первоначально возглавлявших римский пантеон (Юпитер, Марс и Квирин). Бог войны.
Отец Ромула, родоначальник и хранитель Рима.
По имени бога названа четвёртая по удалённости от Солнца планета Солнечной системы Марс.
В греческой мифологии ему соответствует Арес.

## Римский бог
Первоначально считался родоначальником и хранителем Рима.
В Древней Италии Марс был богом плодородия; считалось, что он может либо наслать гибель урожая или падёж скота, либо отвратить их.
Позднее Марс был отождествлён с греческим Аресом и стал богом войны.
В его честь первый месяц римского года, в который совершался обряд изгнания зимы, был назван мартом.
Во многих романских языках в честь Марса назван день недели — вторник (молд. и рум. marţi, исп. martes, фр. mardi, итал. martedì).
Храм Марса уже как бога войны был сооружён на Марсовом поле вне городских стен, поскольку вооружённое войско не должно было входить на территорию города. Тот факт, что он покровительствовал одновременно земледелию и войне, может показаться на первый взгляд странным, однако объясним: «В раннем Риме земледелие и военная деятельность были тесно связаны в том смысле, что римский земледелец был также воином (а заодно и избирателем)».
Символом Марса было копьё, хранившееся в жилище римского царя — регии. Там же находились двенадцать щитов, один из которых, по преданию, упал с неба во времена царя Нумы Помпилия, а потому считался залогом непобедимости римлян. Остальные одиннадцать щитов были изготовлены по приказу царя как точные копии упавшего с неба, чтобы враги не могли распознать и украсть подлинный. Отправляясь на войну, полководец приводил в движение копьё и щиты, взывая к Марсу; самопроизвольное движение считалось предзнаменованием страшных бед.

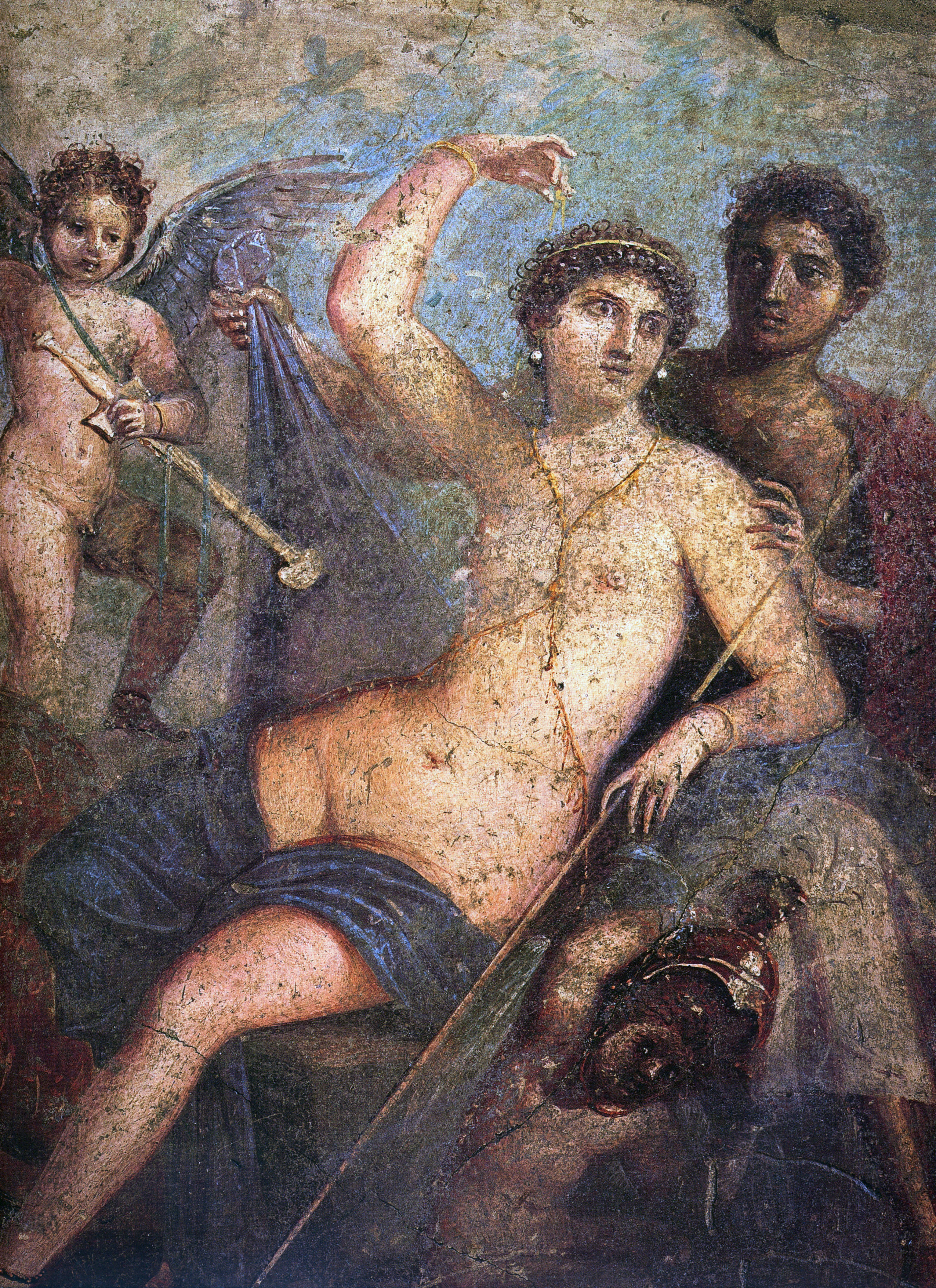
Венера и Марс, помпейская фреска

Женой Марса была богиня Нерио (Нериене), которую отождествляли с Венерой и Минервой. Рассказывали, что однажды Марс влюбился в Минерву и обратился к престарелой богине Анне Перенне с просьбой выступить в роли свахи. Спустя некоторое время Анна Перенна сообщила ему, что Минерва согласна стать его женой. Когда же Марс отправился за невестой и поднял вуаль представленной ему богини, то обнаружил, что перед ним не Минерва, а старуха Анна Перенна. Остальные боги долго потешались над этой шуткой.
Считается, что от Марса весталка Рея Сильвия родила близнецов Ромула и Рема. Как отец Ромула, Марс был родоначальником и хранителем Рима.
Священными животными Марса считались волк, дятел, конь, бык.

## В культуре
Сюжеты, связанные с Марсом, стали популярными в европейской живописи эпохи Возрождения, иногда в них он представал объектом насмешки («Марс и Венера играют в шахматы», Падованино, 1530—1540, Landesmuseum für Kunst und Kulturgeschichte Augusteum, Ольденбург).

### В кино
- 1961 год — Похищение сабинянок[англ.] (Il Ratto delle sabine) — худ. фильм, режиссёр — Ришар Поттье, Марса играет Жан Маре